# Odontites gracilis
Odontites gracilis är en flockblommig växtart som beskrevs av Friedrich August Marschall von Bieberstein och Franz Georg Hoffmann. Odontites gracilis ingår i släktet rödtoppor, och familjen flockblommiga växter. Inga underarter finns listade i Catalogue of Life.